# Liste der Biografien/Leid
Liste der Biografien |
Portal Biografien |
Personensuche
# |
A |
B |
C |
D |
E |
F |
G |
H |
I |
J |
K |
L |
M |
N |
O |
P |
Q |
R |
S |
T |
U |
V |
W |
X |
Y |
Z |
?
 
La |
Lb |
Lc |
Le |
Lg |
Lh |
Li |
Lj |
Ll |
Lm |
Lo |
Lp |
Lt |
Lu |
Lv |
Lw |
Lx |
Ly |
Lz
 
Lea |
Leb |
Lec |
Led |
Lee |
Lef |
Leg |
Leh |
Lei |
Lej |
Lek |
Lel |
Lem |
Len |
Leo |
Lep |
Leq |
Ler |
Les |
Let |
Leu |
Lev |
Lew |
Lex |
Ley |
Lez
 
Leia |
Leib |
Leic |
Leid |
Leie |
Leif |
Leig |
Leih |
Leij |
Leik |
Leil |
Leim |
Lein |
Leip |
Leir |
Leis |
Leit |
Leiu |
Leiv |
Leiw |
Leix |
Leiz
Die Liste der Biografien führt alle Personen auf, die in der deutschsprachigen Wikipedia einen Artikel haben. Dieses ist eine Teilliste mit 71 Einträgen von Personen, deren Namen mit den Buchstaben „Leid“ beginnt.

## Leid
- Leid, Carl (1867–1935), deutscher Politiker (SPD), MdL

### Leidb
- Leidborg, Gunnar (* 1955), schwedischer Eishockeytorwart und -trainer

### Leide
- Leide, Henry (* 1965), deutscher Sachbuchautor und Mitarbeiter des Bundesbeauftragten für die Stasi-Unterlagen
- Leide, Herbert (* 1930), deutscher Motorboot-Rennfahrer
- Leidel, Hans Joachim (1915–1962), deutscher Arzt und Schriftsteller
- Leidel, Jan (1944–2024), deutscher Virologe und Sozialmediziner
- Leidel, Wolf-Günter (* 1949), deutscher Komponist, Pianist und Organist
- Leidelmeijer, Herman, niederländischer Badmintonspieler
- Leidemann, Sonja (* 1960), deutsche Politikerin (SPD)
- Leiden, Jan van (1509–1536), Wanderprediger der Täufer und einer der Führer, später König des Täuferreichs von MünsterJan van Leiden (1509–1536)

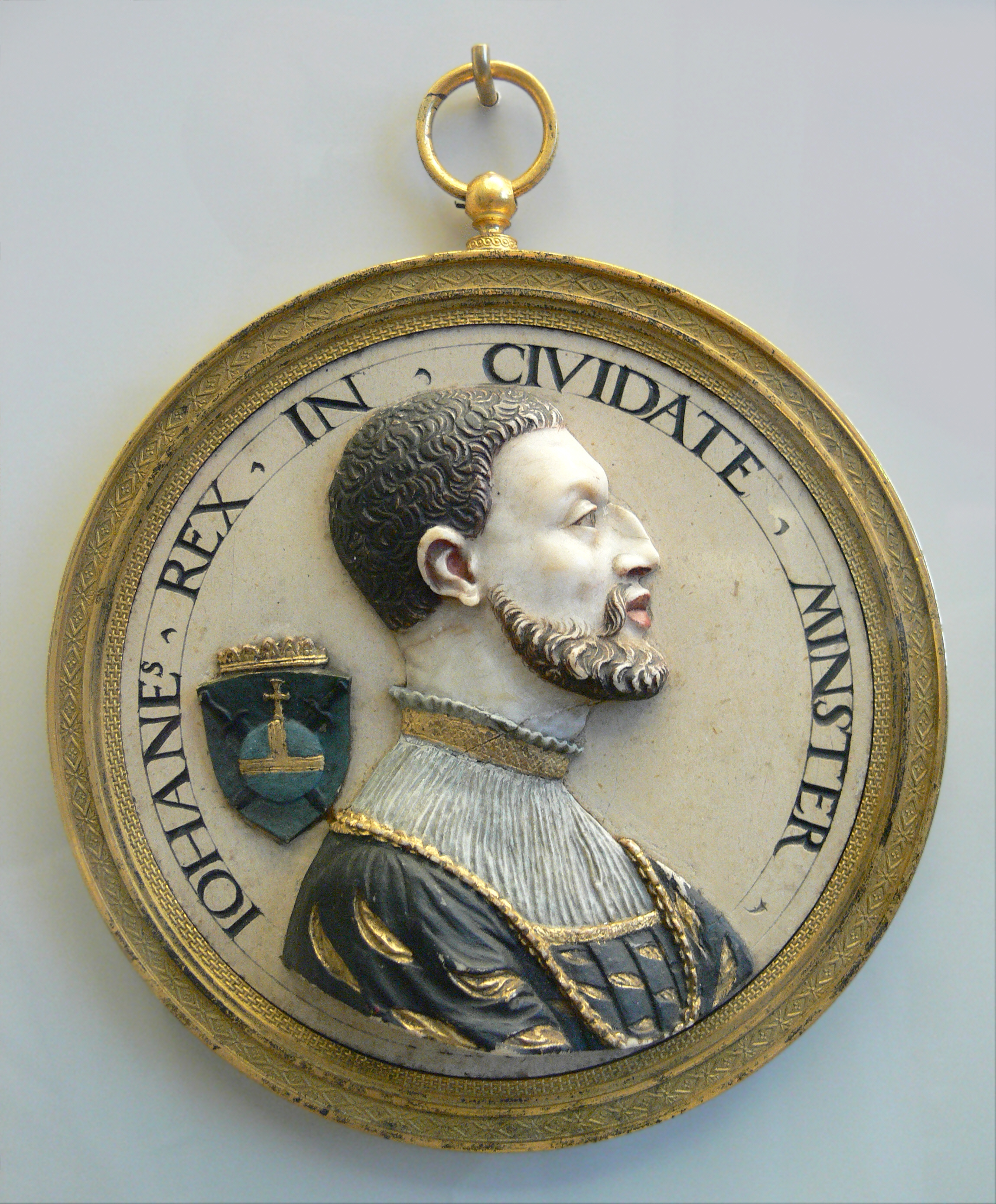
Jan van Leiden (1509–1536)

- Leidenberger, Frank (* 1958), deutscher Generalleutnant a. D. des Heeres der Bundeswehr, Chief Executive Officer der BWI GmbH
- Leidenfrost, Friedrich Wilhelm († 1703), herzoglich und kurfürstlich braunschweig-lüneburgischer Staats- und Kanzleisekretär; Korrespondent mit Leibniz
- Leidenfrost, Johann Gottlob (1715–1794), deutscher Mediziner und Theologe
- Leidenfrost, Karl Florentin (1783–1834), deutscher Gymnasiallehrer, Übersetzer und Biograph
- Leidenfrost, Lucia (* 1990), Schriftstellerin und Linguistin
- Leidenfrost, Martin (* 1972), österreichischer Schriftsteller
- Leidenfrost, Nicole (* 1974), deutsche Malerin
- Leidenfrost, Werner (1614–1673), deutscher lutherischer Theologe, Direktor einer Schule und Autor
- Leidenfrost, Wolfgang (1919–2007), deutsch-amerikanischer Ingenieur und Hochschullehrer
- Leidenmühler, Franz (* 1973), österreichischer Jurist und Hochschullehrer
- Leidenroth, Gustav (* 1885), deutscher Politiker (NSDAP), MdR
- Leider, Frida (1888–1975), deutsche Opernsängerin
- Leider, Jacques (* 1962), luxemburgischer Historiker, Birmanist und Südostasienwissenschaftler
- Leiderer, Eric (* 1972), deutscher Gewerkschaftsfunktionär
- Leiderer, Paul (* 1944), deutscher experimenteller Physiker
- Leiderman, Juri Alexandrowitsch (* 1963), sowjetischer Aktionskünstler
- Leidersdorf, Heinz (1906–1943), deutscher Widerstandskämpfer gegen den Nationalsozialismus
- Leidesdorf, Maximilian (1816–1889), österreichischer Psychiater
- Leidesdorf, Maximilian Joseph (1787–1840), österreichischer Komponist und Musikverleger

### Leidh
- Leidhold, Wolfgang (* 1950), deutscher Politikwissenschaftler, Philosoph und Künstler
- Leidholdt, Richard (1821–1878), deutscher Unternehmer und Politiker

### Leidi
- Leidig, Eugen (1861–1935), deutscher Jurist und Politiker (NLP, DVP), MdL
- Leidig, Sabine (* 1961), deutsche Politikerin (Die Linke), MdB und GewerkschafterinSabine Leidig (* 1961)

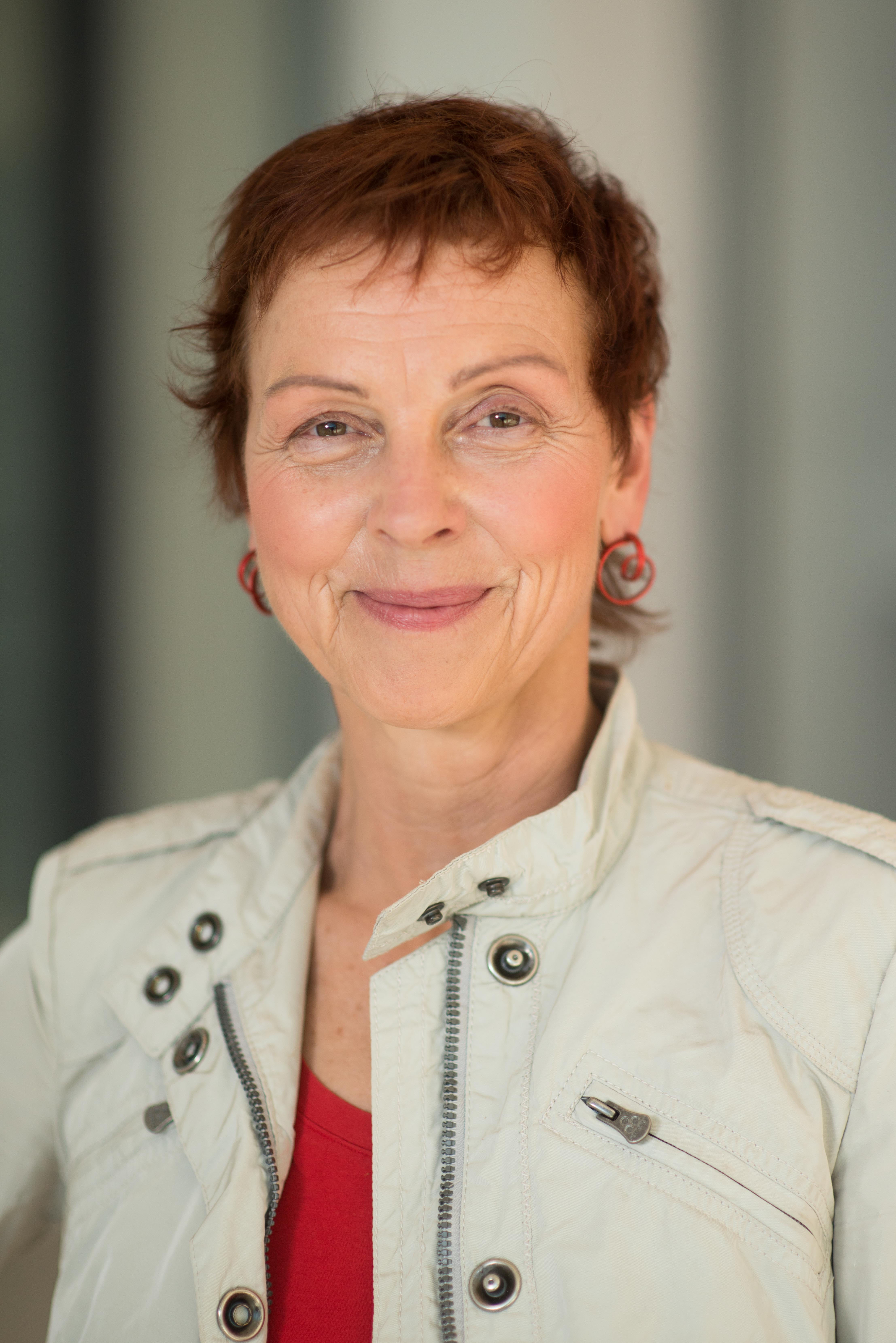
Sabine Leidig (* 1961)

- Leidig, Ute (* 1963), deutsche Politikerin (Bündnis 90/Die Grünen)
- Leidig, Wolfgang (* 1954), deutscher Politiker (SPD), Oberbürgermeister von Schwäbisch Gmünd, Ministerialdirektor
- Leiding, Dietrich (1925–2005), deutscher Politiker (CDU), MdL
- Leiding, Johann Friedrich Martin (1816–1903), Hamburger Teehändler, MdHB
- Leiding, Katharina (* 1994), deutsche Fußballspielerin
- Leiding, Rudolf (1914–2003), deutscher ManagerRudolf Leiding (1914–2003)

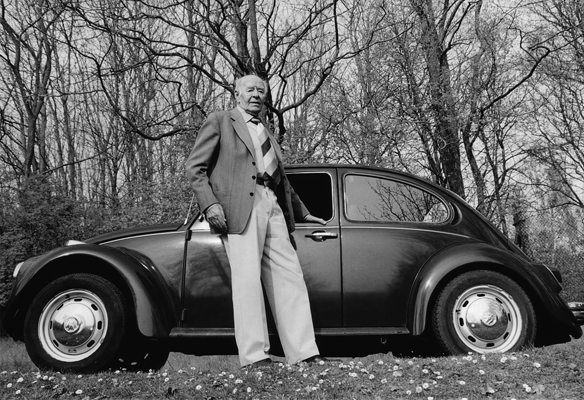
Rudolf Leiding (1914–2003)

- Leidinge, Elisabeth (* 1957), schwedische Fußballspielerin und -trainerin
- Leidinger, Adalbert (1926–2019), deutscher Verwaltungsjurist
- Leidinger, Alexander (* 2004), österreichischer Fußballspieler
- Leidinger, Ambrosius (* 1958), deutscher Benediktinerpater, Administrator der Abtei Neuburg
- Leidinger, Bernhard (* 1955), deutscher Unternehmensberater
- Leidinger, Christiane (* 1969), deutsche Politik- und Sozialwissenschaftlerin und Hochschullehrerin
- Leidinger, Georg (1870–1945), deutscher Historiker und Bibliothekar
- Leidinger, Hannes (* 1969), österreichischer Historiker
- Leidinger, Lucas (* 1988), deutscher Jazzpianist und Komponist
- Leidinger, Paul (1894–1975), deutscher Landrat im Landkreis Zell (Mosel) und im Landkreis Prüm
- Leidinger, Paul (* 1932), deutscher Hochschullehrer, Historiker und Didaktiker
- Leidinger, Petra (* 1966), deutsche Kugelstoßerin
- Leidinger, Robert (* 1941), deutscher Politiker (SPD), MdB

### Leidl
- Leidl, Anton (1900–1976), deutscher Maler, Grafiker und Karikaturist
- Leidl, August (1933–1994), deutscher Kirchenhistoriker und Hochschullehrer
- Leidl, Bettina (* 1962), österreichische Kulturmanagerin und Museumsleiterin
- Leidl, Julian (* 1985), österreichischer Fußballspieler
- Leidler, Rudolf (1880–1938), österreichischer Otologe
- Leidlmair, Adolf (1919–2010), österreichischer Geograph und Hochschullehrer
- Leidloff, Gabriele (* 1958), deutsche Künstlerin, Autorin und Schauspielerin

### Leidm
- Leidmann, Albert (1908–1945), deutscher Boxer
- Leidmann, Eva (1888–1938), deutsche Schriftstellerin und Drehbuchautorin

### Leidn
- Leidner, Doron (* 2002), israelischer Fußballspieler

### Leido
- Leidolf, Irene (* 1962), österreichische Serienmörderin
- Leidolph, Cornelia (1940–2020), deutsche Goldschmiedin
- Leidorf, Klaus (* 1956), deutscher Pilot und Luftbildarchäologe

### Leidr
- Leidrad von Lyon, Bischof von Lyon
- Leidreiter, Peter (* 1966), deutscher Handballspieler
- Leidreiter, Piet (* 1965), deutscher Politiker (Bündnis Deutschland)

### Leidw
- Leidwein, Alois (* 1964), österreichischer Politiker (ÖVP), Publizist und Agrarwissenschaftler

### Leidy
- Leidy, Joseph (1823–1891), US-amerikanischer Paläontologe
- Leidy, Paul (1813–1877), US-amerikanischer Politiker